# Viva Forever
«Viva Forever» es una canción del grupo musical femenino inglés Spice Girls, lanzado como el último sencillo del álbum Spiceworld. Es el primer sencillo sin Geri Halliwell luego de abandonar la banda, aunque estuvo presente durante la grabación.
Originalmente se planteó lanzar como un sencillo de doble lado A junto con la canción "Never give up on the Good Times" pero dada la partida de Geri Halliwell, quien tenía partes en esta canción, se decidió no lanzarla.
Este es el único vídeo de las Spice en el que no aparecen. En él, dos niños descubren una caja del cual salen unas hadas representando a cada una de las Spice incluyendo a Geri que, como ya se ha dicho, para el lanzamiento ya había salido de la banda.
El lanzamiento de este sencillo coincidió con el Spiceworld Tour, por lo que existen relativamente pocas presentaciones en televisión de esta canción y la promoción se hizo básicamente en la propia gira. Llegó a ser número 1 mientras las, ahora cuatro Spice, estaban de gira en Estados Unidos.
La balada ha sido cantada en todas sus giras y es considerada por sus fanes como una de las mejores canciones de toda la historia de las Spice y una obra maestra del grupo.
ViacomCBS usa esta canción para homenajear al canal VIVA antes de que este cesará sus transmisiones en Rusia, Reino Unido e Irlanda, Latinoamérica, Germania, Polonia, etc
En la Gira 2007/2008 las 5 Spice interpretaron "Viva Forever" con una versión con aires de Tango Español/Argentino.
En la Gira Spiceworld Tour 2019, Geri Halliwell cubrió las partes en solitario de Victoria Beckham.

## Ediciones
El sencillo fue lanzado en Reino Unido, resto de Europa, Japón, Brasil, Malasia y Taiwán.
En Australia se lanzó una colección de cinco discos con el mismo tracklis y en cada portada aparecía cada una de las hadas de las Spice Girls. La correspondiente a Geri fue lanzada solo como un CD Promo y es uno de los ítems más raros y difíciles de encontrar de toda la discografía de este grupo.

## Lista de canciones
| Viva Forever - CD 1 Reino Unido 1. "Viva Forever" [Radio Edit] - 4:10 2. "Viva Forever" [Tony Rich Remix] - 5:30 3. "Viva Forever" [Tony Rich Instrumental] - 5:42 4. "Viva Forever" [Interactive Element] Viva Forever - CD 2 Reino Unido 1. "Viva Forever" [Radio Edit] - 4:10 2. "Who Do You Think You Are" [Live] - 4:22 3. "Say You'll Be There" [Live] - 4:25 Viva Forever - CD Japón 1. "Viva Forever" [Radio Edit] - 4:10 2. "Viva Forever" [Tony Rich Remix] - 5:30 3. "Who Do You Think You Are" [Live] - 4:22 4. "Say You'll Be There" [Live] - 4:25 Viva Forever -CD Europa 1. "Viva Forever" [Radio Edit] - 4:10 2. "Viva Forever" [Tony Rich Remix] - 5:30 Viva Forever -CD Malasia 1. "Viva Forever" [Radio Edit] - 4:10 2. "Who Do You Think You Are" [Live] - 4:22 3. "Say You'll Be There" [Live] - 4:25 | Viva Forever - CD Australia 1. "Viva Forever" [Radio Edit] - 4:10 2. "Viva Forever" [Tony Rich Remix] - 5:30 3. "Viva Forever" [Tony Rich Instrumental] - 5:42 4. "Viva Forever" [Interactive Element] Viva Forever - CD Brasil 1. "Viva Forever" [Radio Edit] - 4:10 2. "Viva Forever" [Tony Rich Remix] - 5:30 3. "Viva Forever" [Tony Rich Instrumental] - 5:42 4. "Viva Forever" [Interactive Element] Viva Forever - CD 1 Taiwán 1. "Viva Forever"[Radio Edit] - 4:10 2. "Viva Forever" [Tony Rich Remix] - 5:30 3. "Viva Forever" [Tony Rich Instrumental] - 5:42 4. "Viva Forever" [Interactive Element] Viva Forever - CD 2 Taiwán 1. "Viva Forever" [Radio Edit] - 4:10 2. "Who Do You Think You Are" [Live] - 4:22 3. "Say You'll Be There" [Live] - 4:25 |

## Posicionamiento en listas
| Lista (1998)                           | Máxima posición |
| -------------------------------------- | --------------- |
| Alemania (Offizielle Deutsche Charts)  | 4               |
| Australia (ARIA)                       | 2               |
| Austria (Ö3 Austria Top 40)            | 4               |
| Bélgica (Flandes) (Ultratop 50)        | 13              |
| Bélgica (Valonia) (Ultratop 50)        | 9               |
| Canadá (RPM Top Singles)               | 4               |
| Canadá (RPM Adult Contemporary)        | 5               |
| Escocia (Scottish Singles Sales Chart) | 1               |
| Europa (European Hot 100 Singles)}}    | 2               |
| Francia (SNEP)                         | 18              |
| Hungría (MAHASZ)                       | 2               |
| Irlanda (IRMA)                         | 2               |
| Italia (Musica e dischi)               | 2               |
| Nueva Zelanda (Recorded Music NZ)      | 1               |
| Noruega (VG-lista)                     | 12              |
| Países Bajos (Dutch Top 40)            | 7               |
| Países Bajos (Mega Single Top 100)     | 7               |
| Reino Unido (UK Singles Chart)         | 1               |
| Suecia (Sverigetopplistan)             | 6               |
| Suiza (Schweizer Hitparade)            | 3               |